# محمدنبی رضایی
محمدنبی رضایی  (زاده ‎۱۵ فروردین ۱۳۷۸) قایقران کانو اهل ایران است. از افتخارات وی میتوان به کسب مدال برنز در بازی‌های آسیایی ۲۰۱۸ اشاره کرد. 